# 季德胜
季德胜（1898年—1981年），男，江苏宿迁人，中国蛇伤治疗专家，曾任中国医学科学院特约研究员。
季德胜蛇药是他研制的蛇毒、虫毒解药，属清热解毒类。常用于抗毒血清的补充和替代，可以治愈大部份毒虫咬伤和小部分毒蛇咬伤，并延缓大部份种类蛇毒的发作。对一些皮肤病也有效果。药片已量产，以重楼、干蟾皮、蜈蚣、地锦草制成，质量标准有重楼皂苷I浓度要求。生产流程和材料比例保密。季得胜蛇药片生产制作技艺被列入国家级非物质文化遗产代表性项目名录。